# Bombeta halògena

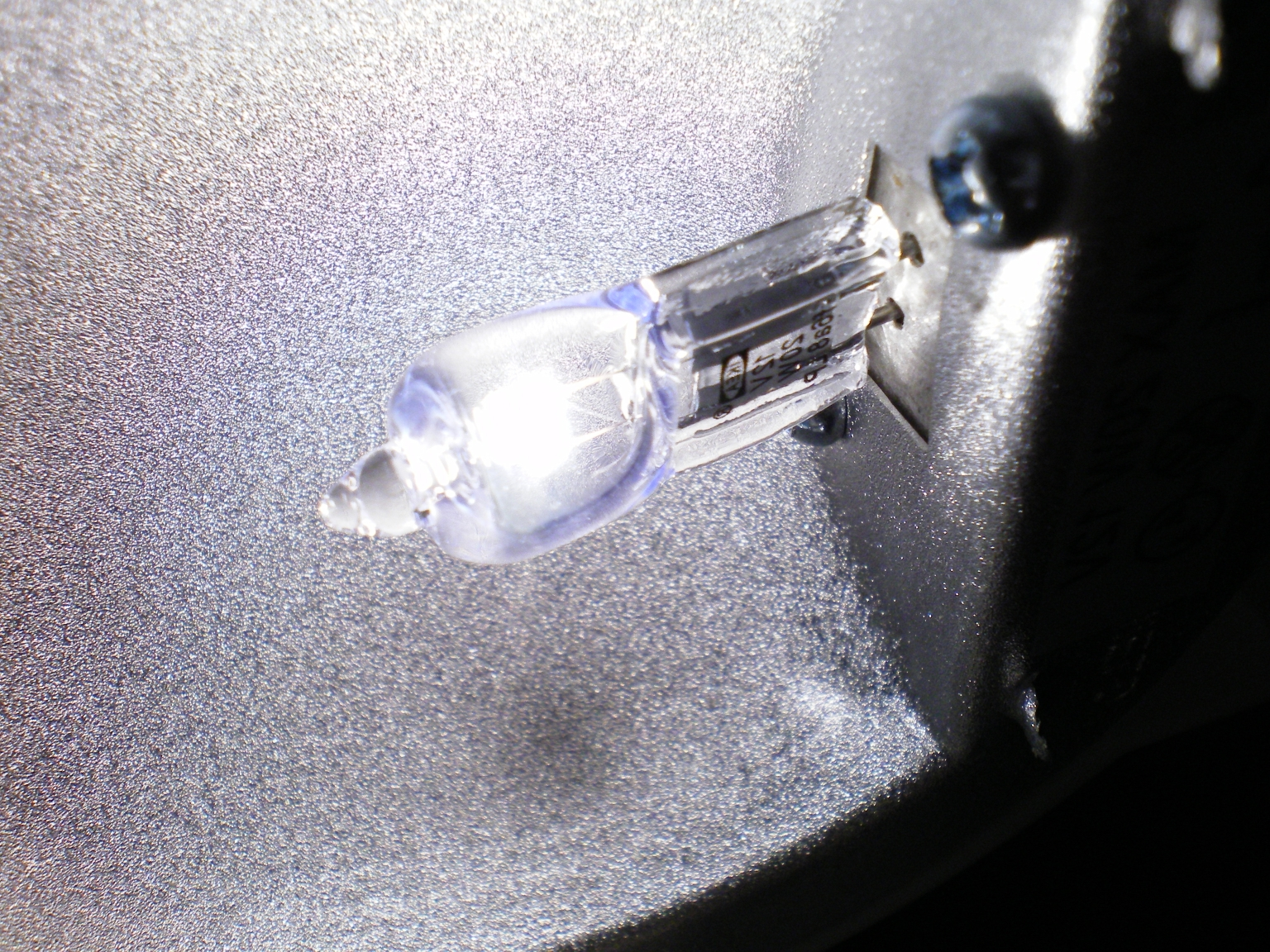
Bombeta d'halogen tipus Bipin G6.35

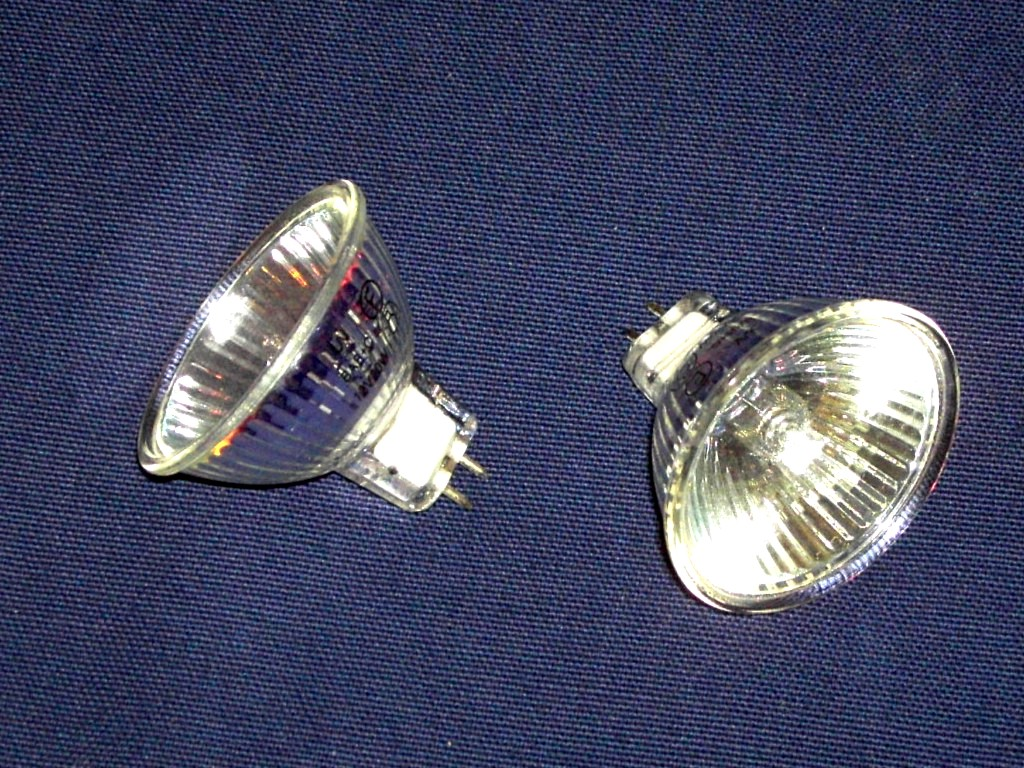
Ulls de bou halògens MR-16

La bombeta halògena (làmpada d'incandescència halògena o bombeta halogenada) és una variant de la bombeta incandescent amb un filament de tungstè amb un gas inert i una petita quantitat d'halogen (com ara iode o brom).
El filament i els gasos es troben en equilibri químic, millorant el rendiment del filament i augmentant la seva vida útil. El vidre es substitueix per un compost de quars, ja que aquest pot suportar l'alta temperatura necessària per al cicle d'halogen (482° F; 250° C),que el vidre normal no podria aguantar sense trencar-se. Com a avantatges col·lateral el seu ús permet bombetes de mida molt més petites, per a potències altes.(10-30 lm/W).
La bombeta d'incandescència halògena té una eficàcia lluminosa una mica millor que la incandescent: 18 a 22 lm/W i una vida útil més llarga: 1.500 hores.

## Història
Tot i que els primers intents de bombetes halògenes són de final del segle xix, les primeres aplicacions pràctiques daten del 1959.
- 1878: Joseph Swan inventa la bombeta d'incandescència no halògena per a la qual rep una patent l'any 1878. La seva casa (a Gateshead, Anglaterra) fou la primera al món en haver estat il·luminada amb una bombeta elèctrica.[4]
- 1879: Thomas Edison a partir de l'invent de Joseph Swan, diposita la patent d'una bombeta elèctrica amb un filament de bambú del Japó, de baixa tensió, amb una ampolla sota buit.[5][6][7][8]
- 1882: Edwin A. Scribner patenta una bombeta de filament carboni utilitzant clor per a evitar l'obscuriment de l'ampolla ;[9]
- 1953: Es proposà una patent emprant iode en lloc de clor, descrivint el dipòsit del tungstè sobre el filament.
- 1959: Edward G. Zubler i Frederick Mosby, empleats de General Electric inventen la bombeta d'incandescencia halogèna.[10]
- 2008: La Unió Europea va començar el 2009 la retirada dels tipus de bombetes menys eficients els Estats de la Unió europea (UE) van aprovar el 8 de desembre del 2008 la prohibició progressiva de les bombetes d'incandescencia clàssiques a partir de l'1 de septembre del 2009 amb un abandonament total l'any 2012. El pas a mètodes d'enllumenat més ecològics ha de permetre segons la UE reduir les emissions de diòxid de carboni en 15 milions de tones per any.[11]
- 2018: En aquest procés, l'1 de setembre de 2018, la UE va posar fi a la producció i importació de bombetes halògenes per la majoria d'usos.[12][13] A Austràlia es prohibiran a partir de setembre del 2020.[14]

## Mostra d'algunes de les bombetes prohibides a la UE

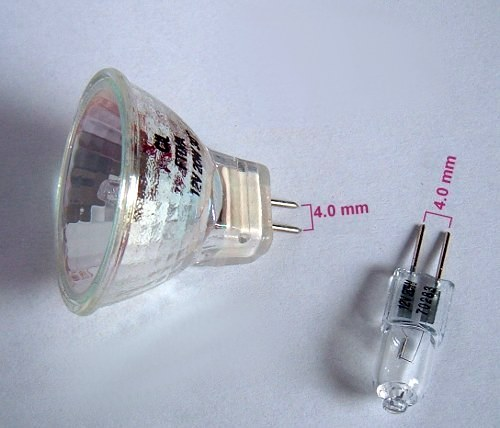
Halogen MR11 làmpades amb reflectors GU4 tipus (esquerra) i G4 (dreta), 12 V, 20 W
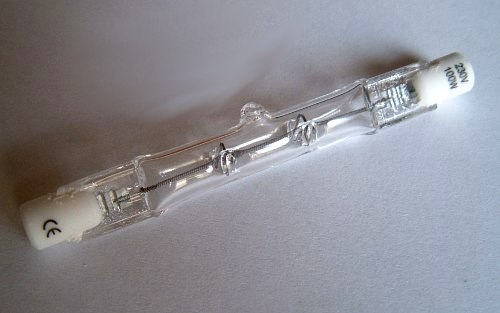
Tipus R7 (80 mm)- bombeta halògena de 230 V, 100 W
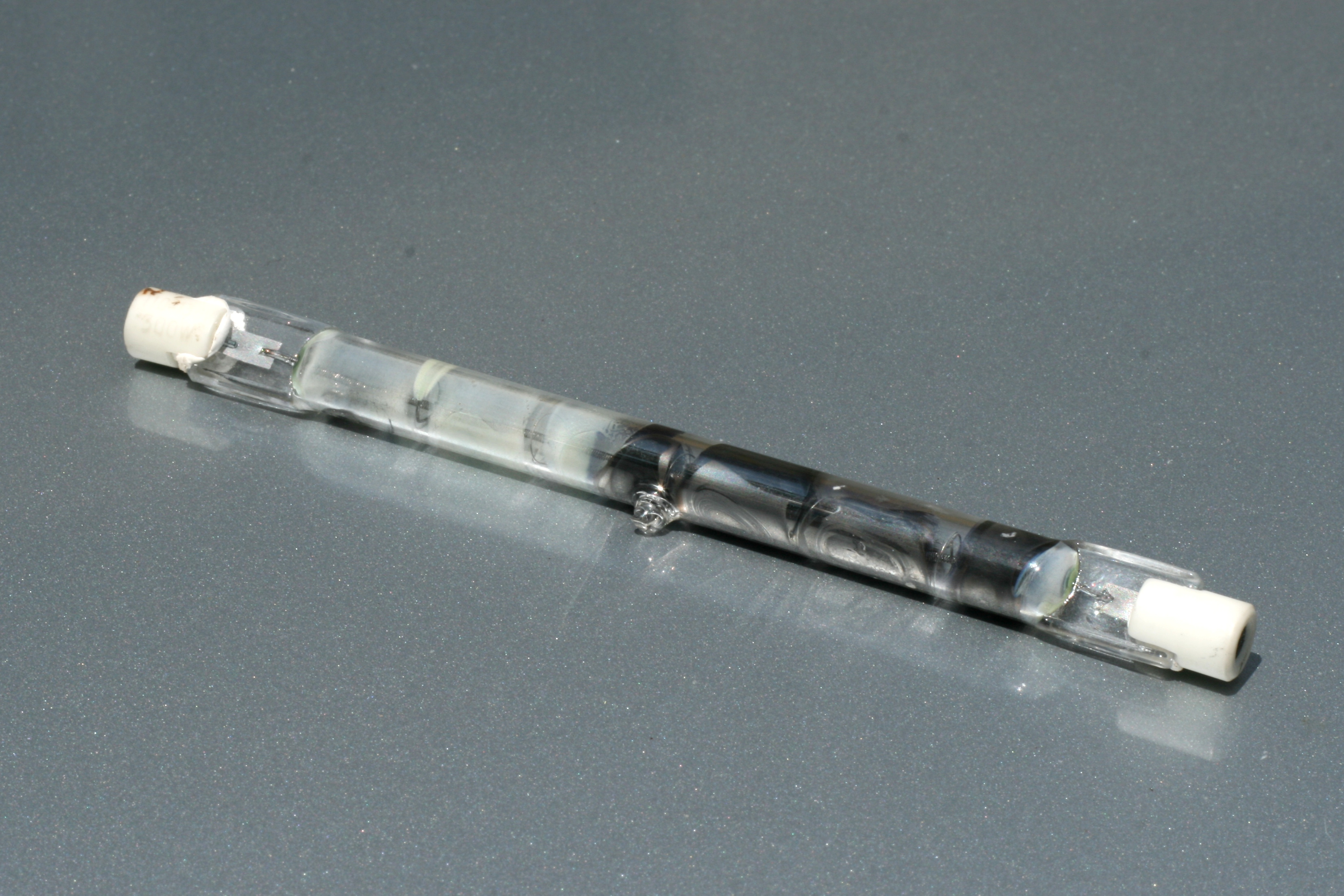
Tipus R7S (118 mm)- bombeta halògena de 230 V, 300 W
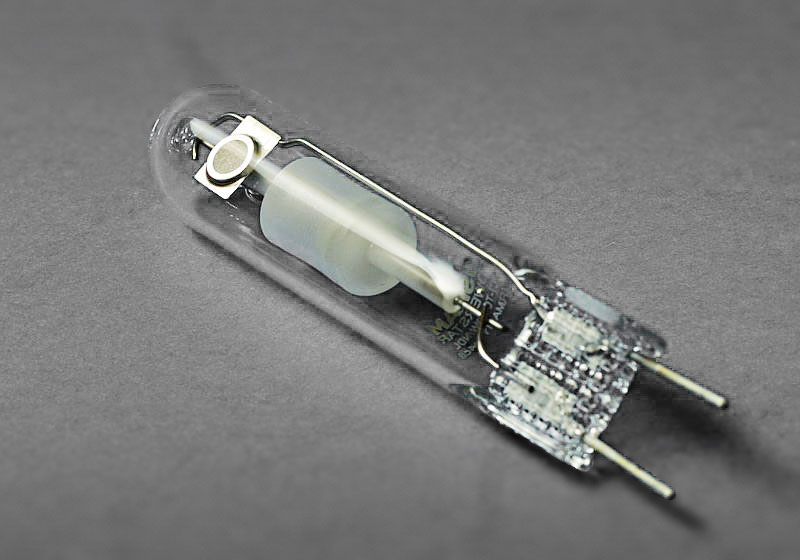
Làmpada d'halur metàl·lic tipus G8.5
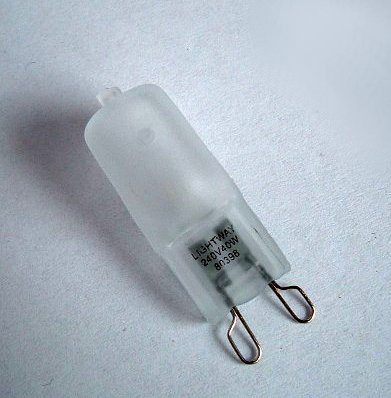
Tipus de llum halògena G9, 230 V, 40 W
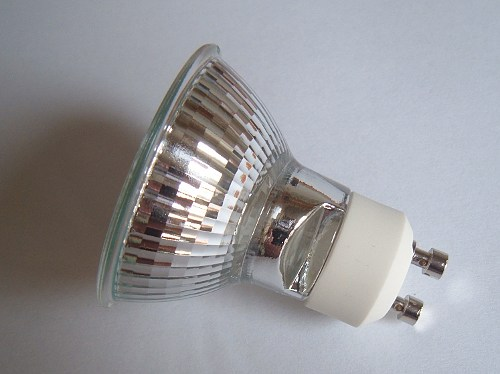
Llum de tipus halogen GU10, 230 V, 35 W
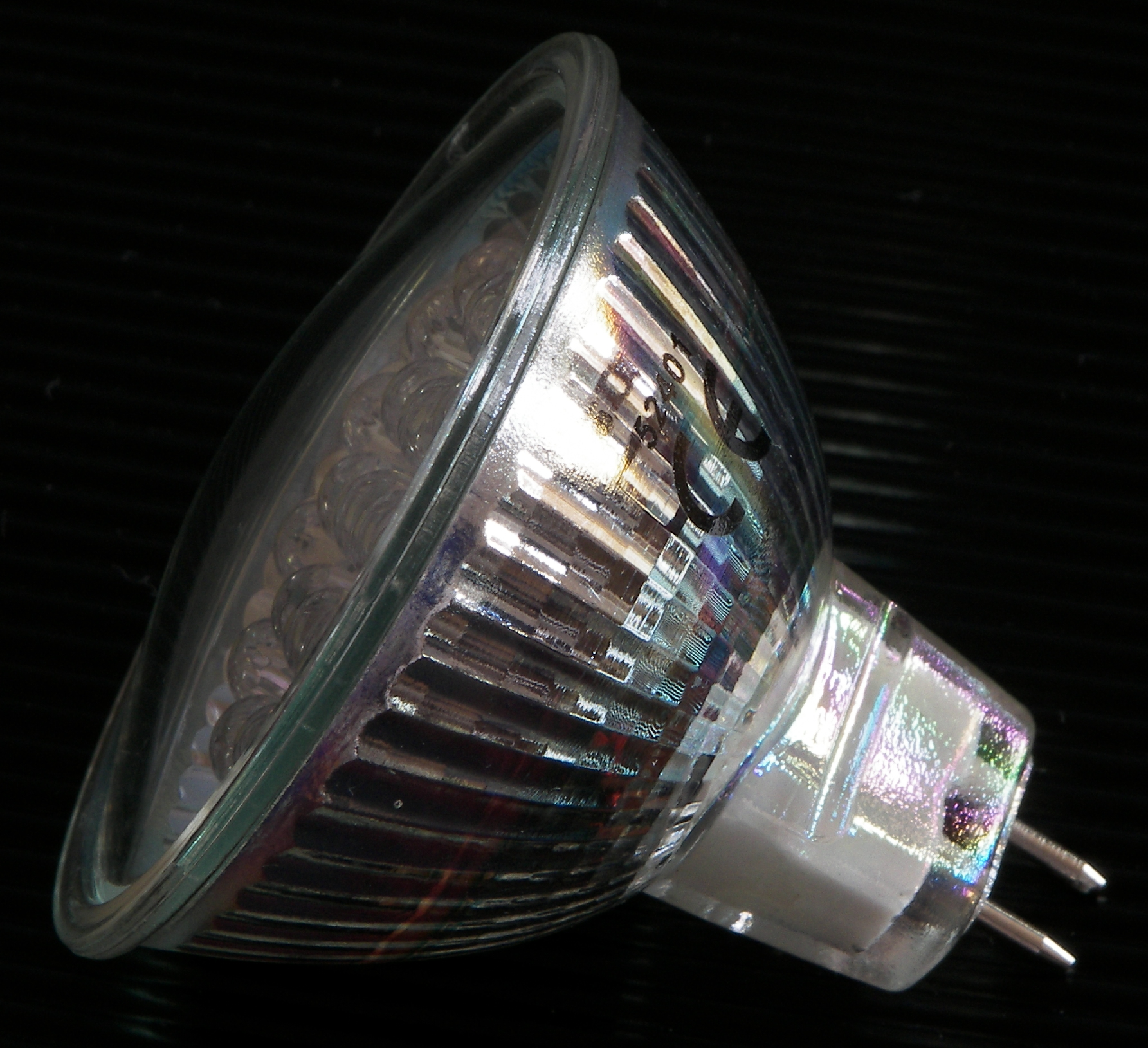
Tipus de llum LED MR16 amb la base GU5.3
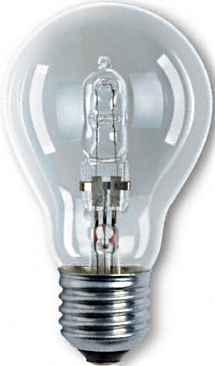

## Funcionament

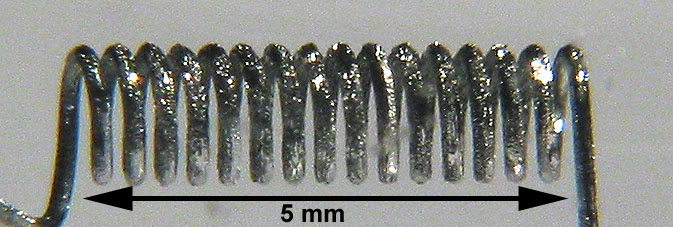
Filament de tungstè després d'uns quants centenars d'hores d'utilització

Al tenir el filament de tungstè tancat dins d'un gas inert amb una petita quantitat d'halogen, fa que la combinació dels gasos halògens i el filament de tungstè generi una reacció química coneguda com a cicle d'halogen, que augmenta la vida útil del filament i evita l'enfosquiment de la bombeta, ja que torna a dipositar sobre el filament el tungstè que se n'evapora, en comptes de quedar com a vapor de tungstè a l'interior de la bombeta o precipitar-se sobre les parets del vidre .Perquè això pugui tenir lloc, la bombeta d'halogen ha de funcionar a una temperatura superior a la d'una bombeta clàssica de similar potència i vida útil (sobre uns 482° F; 250° C). Al tenir una temperatura de treball més elevada genera la llum d'una temperatura de color més elevada. Això, d'altra banda, li dona una major eficàcia lluminosa (10-30 lm/W).
Descripció resumida:
- Per sublimació dels seus àtoms de tungstè, el filament perd matèria.
- Degut a l'alta temperatura de la bombeta (482° F; 250° C), els vapors de tungstè no es dipositen sobre l'ampolla de quars i el tungstè s'associa amb el gas halogen.
- Per convecció natural, el gas s'apropa al punt calent i els àtoms de tungstè es dipositen novament sobre el filament per efecte de la calor, però de manera aleatòria.

## Espectre
Com totes les bombetes incandescents, un llum halogen produeix un espectre continu de la llum, de prop de l'ultraviolat cap a l'infraroig profund. Des que el filament de llum pot operar en una temperatura més alta que un llum no-halogen, l'espectre es torna cap a blau, produint llum amb una temperatura de color altament efectiva.

## Precaucions
L'elevada temperatura que aconsegueixen obliga a prendre precaucions per evitar cremades si es manipulen enceses. Així mateix, s'ha d'evitar tocar l'ampolla d'una d'elles amb els dits, ja que el greix present en la pell en escalfar pot danyar (desvitrificar) el quars fins al punt fins i tot de destruir la bombeta (per això, hi ha bombetes halògenes que porten una altra bombolla de vidre sobre la de quars, permetent així una millor manipulació).

## Automoció
Les bombetes de iode-quars també són molt utilitzades a l'entorn de l'automòbil i de la moto. La seva denominació comença per la lletra "H":
- H1, H2, H3 i H7 : bombeta de 55 W d'un filament ;
- H4 : bombeta de dos filaments (versió homologada de 55 i 60 W) per a l'enllumenat llarg/curts ;
- H4 : bombeta de dos filaments (versió no homologada per a la carretera de 90 i 100 W) per a l'enllumenat només sobre circuit.

| Categoria | Filaments | Potència (Llarg/curt - si aplicable) | Comentaris                                     | Imatge |
| --------- | --------- | ------------------------------------ | ---------------------------------------------- | ------ |
| H1        | 1         | 6V & 12V: 55W 24V: 70W               | CEE, USA, Japó - base: P14.5s                  |        |
| H2        | 1         | 6V & 12V: 55W 24V: 70W               | CEE, USA, Japó - base: P14.5s                  |        |
| H3        | 1         | 6V & 12V: 55W 24V: 70W               | CEE, USA, Japó - base: PK22s                   |        |
| H4        | 2         | 6V & 12V: 60/55W 24V: 75/70W         | CEE, Japó - base: P43t-38 USA design. 9003/HB2 |        |
| H7        | 1         | 12V: 55W 24V: 70W                    | CEE, USA, Japó - base: PX26d                   |        |
| H8        | 1         | 12V: 35W                             | CEE, USA - base: PGJ19-1 90°                   |        |
| H8B       | 1         | 12V: 35W                             | CEE, USA - base: PGJY19-1 sense sòcol          |        |
| H9        | 1         | 12V: 65W                             | CEE, USA - base: PGJ19-5 90°                   |        |
| H9B       | 1         | 12V: 65W                             | CEE, USA - base: PGJY19-5 sense sòcol          |        |
| H10       | 1         | 12V: 42W                             | CEE, USA - base: PY20d 90°                     |        |
| H11       | 1         | 12V: 55W 24V: 70W                    | CEE, USA - base: PGJ19-2 90°                   |        |
| H11B      | 1         | 12V: 55W 24V: 70W                    | CEE, USA - base: PGJY19-2 sense sòcol          |        |
| H12       | 1         | 12V: 53W                             | CEE, USA - base: PZ20d 90°                     |        |
| H13       | 2         | 12V: 60/55W                          | CEE, USA - base: P26.4t 180°                   |        |
| H13TÉ     | 2         | 12V: 60/55W                          | CEE, USA - base: PJ26.4t 90°                   |        |
| H14       | 2         | 12V: 60/55W                          | CEE, Japó - base: P38t                         |        |
| H15       | 2         | 12V: 55/15W 15W filament de dia      | CEE, USA - base: PGJ23t-1 sense sòcol          |        |
| H21W      | 1         | 12V & 24V: 21W                       | CEE - base: BAY9s                              |        |
| H27W/1    | 1         | 12V: 27W                             | CEE, USA - designació: 880 - base: PG13 180°   |        |
| H27W/2    | 1         | 12V: 27W                             | CEE, USA - designació: 881 - base: PGJ13 90°   |        |
| HB3       | 1         | 12V: 60W                             | CEE, USA - base: P20d 90°                      |        |
| HB3TÉ     | 1         | 12V: 60W                             | CEE, USA - base: P20d 180°                     |        |
| HB4       | 1         | 12V: 51W                             | CEE, USA - base: P22d 90°                      |        |
| HB4TÉ     | 1         | 12V: 51W                             | CEE, USA - base: P22d 180°                     |        |
| HIR1      | 1         | 12V: 60W                             | CEE, USA - base: PX20d 90°                     |        |
| HIR2      | 1         | 12V: 55W                             | CEE, USA - base: PX22d 90°                     |        |
| HS1       | 2         | 6V & 12V: 35/35W                     | CEE - base: PX43t                              |        |
| HS2       | 1         | 6V & 12V: 15W                        | CEE - base: PX13.5s                            |        |
| HS5       | 2         | 12V: 35/35W                          | CEE - base: P23t - motocicletes                |        |
| HS6       | 2         | 12V: 40/35W                          | CEE - base: PX26.4t                            |        |